# Полимерные деньги

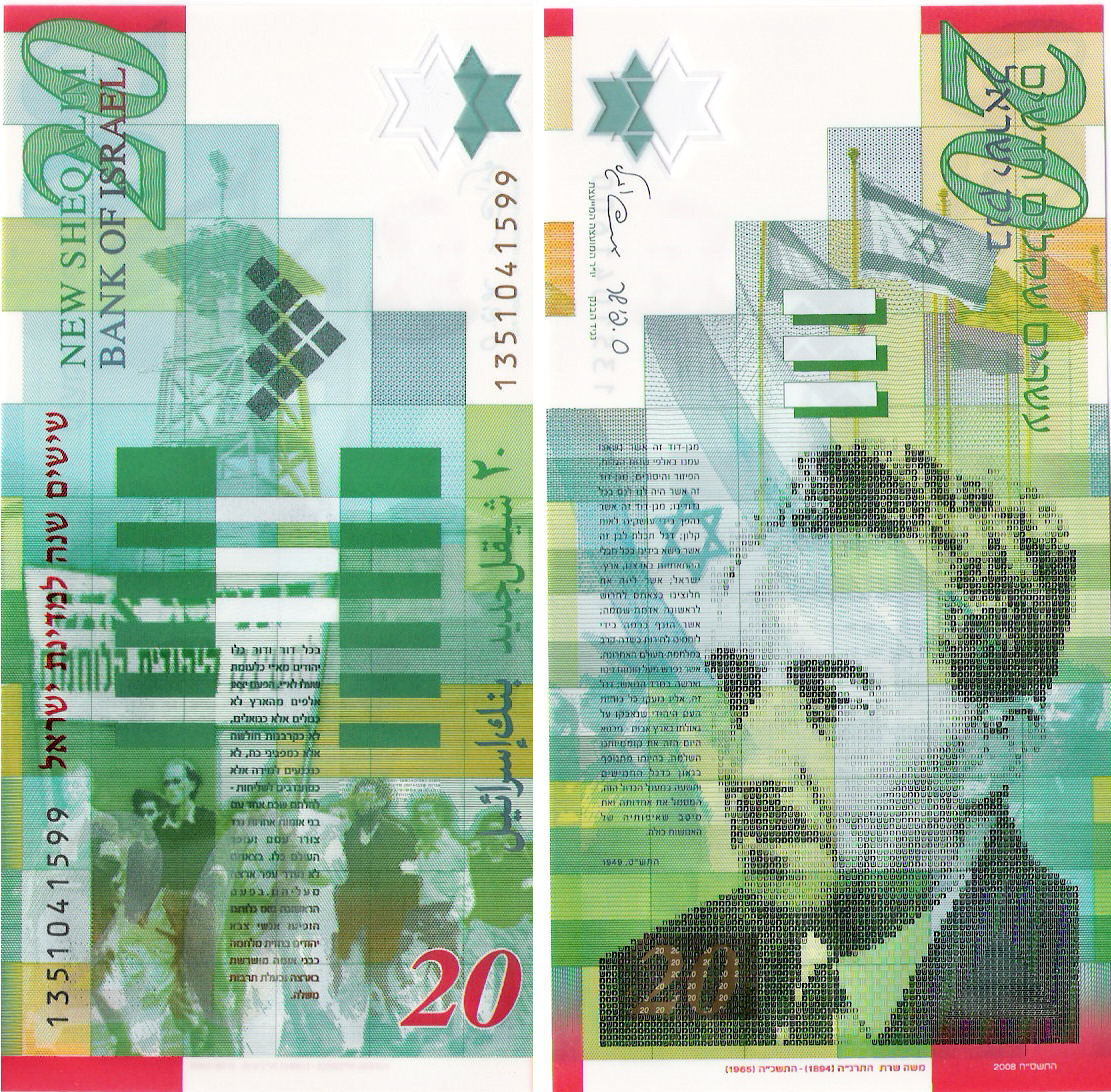
С 13 апреля 2008 года в Израиле введена в оборот полимерная банкнота в 20 новых шекелей

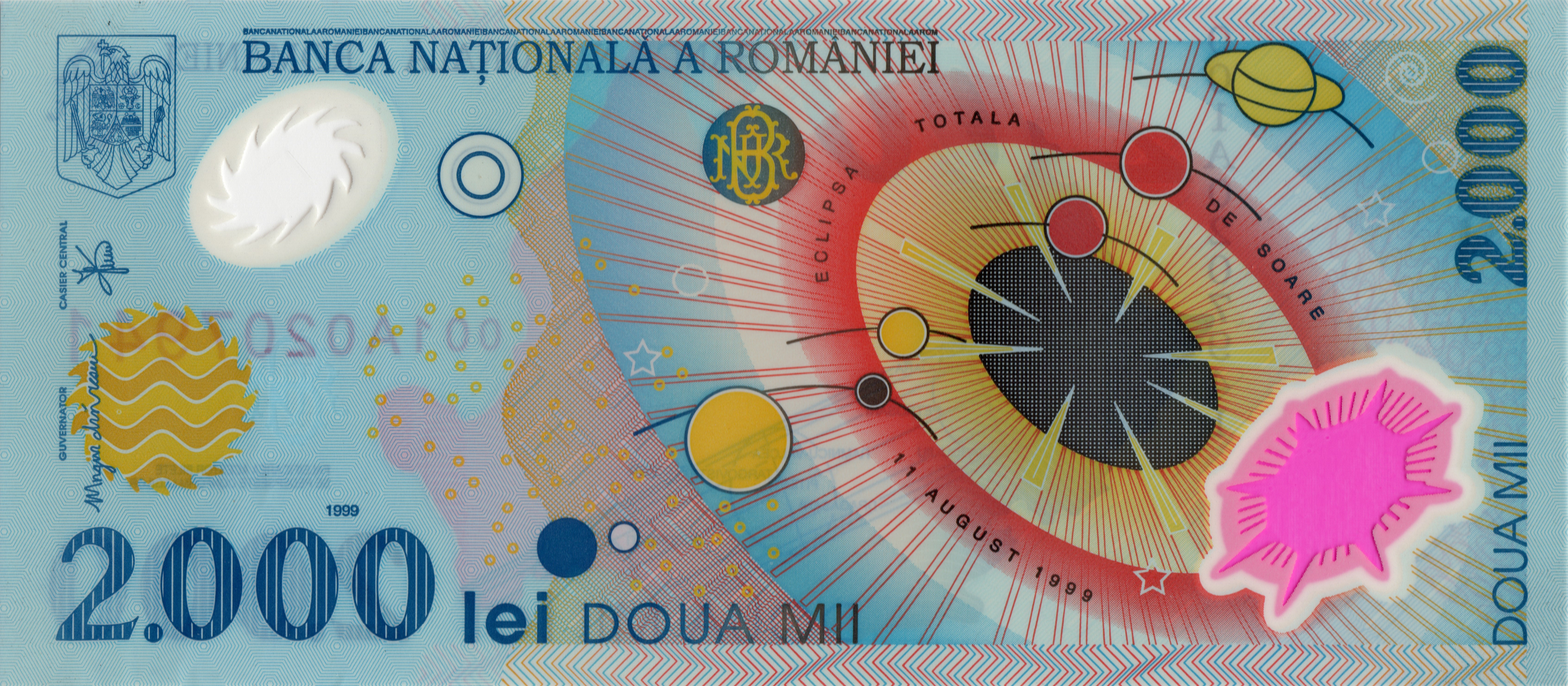
2000 румынских леев

Полиме́рные (пла́стиковые) де́ньги — денежные знаки, изготовленные из полимерных материалов. Пластиковые деньги дороже в изготовлении, чем обычные, но и срок их службы в несколько раз длиннее. Особое преимущество нового материала перед бумагой в том, что банкноты из него более чистые, поскольку предотвращается поглощение влаги, пота и грязи. Их легче производить, процесс измельчения изношенных купюр, их переработки и повторного использования также значительно упрощён.
Технически, целлюлоза, на основе которой изготовляют все бумажные деньги, также является полимером. Более точным названием таких банкнот будет «пластиковые», поскольку композиции на основе целлюлозы пластичными сами не являются, в отличие от полипропиленовых.

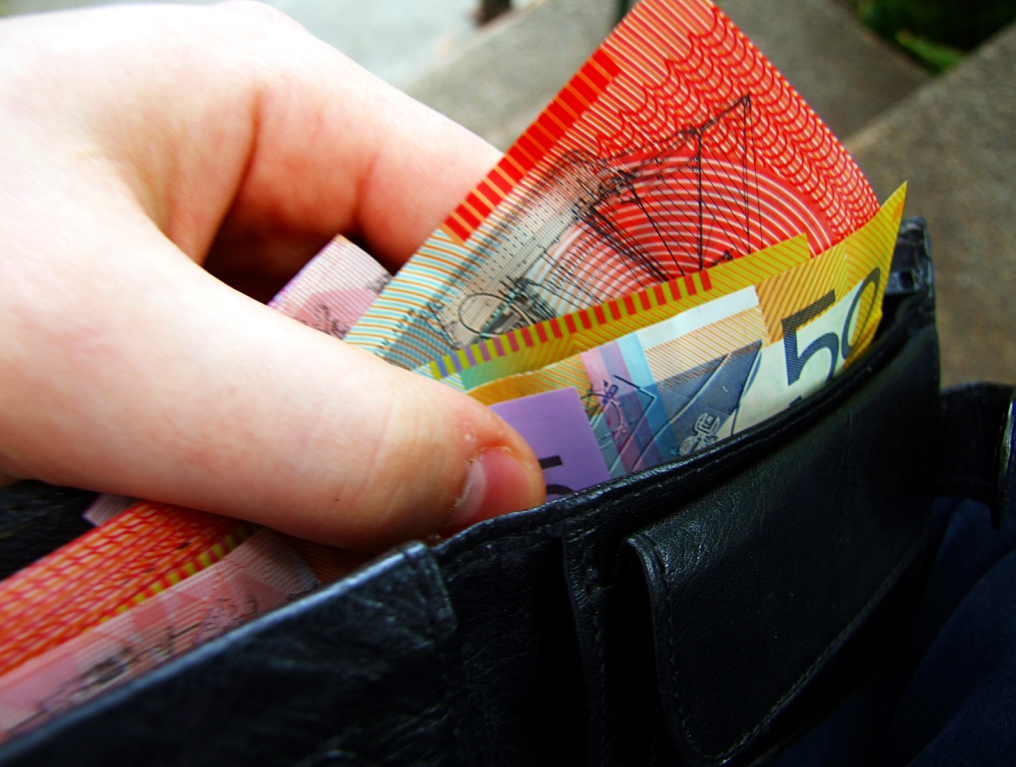
Австралийские банкноты в кошельке

## История
Монеты из цветного пластика (красные и синие) были выпущены в 1968 году на Кокосовых островах (см. Рупия Кокосовых островов).
Первые банкноты, изготовленные из пластика, появились в 1983 году в Коста-Рике, Гаити и на острове Мэн. Банкноты были напечатаны Американской банкнотной компанией на полимерном материале тайвек, разработанном компанией DuPont. Однако в Коста-Рике и Гаити они не выдержали условий тропического климата, поскольку краска отслаивалась от пластика, и от полимерных денег было решено отказаться. На острове Мэн выпуск таких банкнот был прекращён в 1988 году.
Современные полимерные банкноты изготовляются из двуосно-ориентированного полипропилена различных марок, самые известные из которых: Guardian, Safeguard. Первые такие банкноты были разработаны Резервным банком Австралии и Государственным объединением научных и прикладных исследований (англ. Commonwealth Scientific and Industrial Research Organisation) в 1988 году, когда была выпущена банкнота, посвящённая 200-летию европейского заселения Австралии.

## Средства защиты от подделок
Помимо традиционных средств защиты, применяемых на купюрах из бумаги, полимерные деньги снабжены новыми средствами защиты от подделок, которые невозможно применить на бумаге[прояснить].

## Распространение
На середину 2025 года полимерные деньги были в обращении в 55 странах:
- Весь банкнотный ряд представлен пластиковыми банкнотами, бумажные банкноты предыдущих выпусков могут оставаться законным платёжным средством:
  -  Австралийский доллар: 5, 10, 20, 50 и 100 долларов
  -  Барбадосский доллар: 2, 5, 10, 20, 50 и 100 долларов
  -  Брунейский доллар: 1, 5, 10, 50, 100, 500, 1000 и 10 000 долларов
  -  Вату Вануату: 200, 500, 1000, 2000, 5000 и 10 000 вату
  -  Восточнокарибский доллар: 1, 5, 10, 20, 50 и 100 долларов
  -  Вьетнамский донг: 10, 20, 50, 100, 200 и 500 тысяч донгов
  -  Канадский доллар: 5, 10, 20, 50 и 100 долларов
  -  Коста-риканский колон: 1, 2, 5, 10 и 20 тысяч колонов
  -  Мавританская угия: 50, 100, 200, 500 и 1000 угий
  -  Мальдивская руфия: 5, 10, 20, 50, 100, 500, 1000 и 5000 руфий
  -  Новозеландский доллар: 5, 10, 20, 50 и 100 долларов
  -  Кина Папуа-Новой Гвинеи: 2, 5, 10, 20, 50 и 100 кин
  -  Румынский лей: 1, 5, 10, 50, 100, 200 и 500 леев
  -  Фунт стерлингов: 5, 10, 20 и 50 фунтов
  -  Доллар Тринидада и Тобаго: 1, 5, 10, 20, 50 и 100 долларов
  -  Ямайский доллар: 50, 100, 500, 1000, 2000 и 5000 долларов
  -  Дирхам ОАЭ: 5, 10, 50, 100, 500 и 1000 дирхамов
- Часть банкнотного ряда представлена пластиковыми банкнотами:
  -  Ангольская кванза: 200, 500, 1000 и 2000 кванз
  -  Албанский лек: 200 леков
  -  Бангладешская така: 10 так
  -  Ботсванская пула: 10 пул
  -  Гватемальский кетсаль: 1 и 5 кетсалей
  -  Гондурасская лемпира: 20 лемпир
  -  Гонконгский доллар: 10 долларов
  -  Доминиканское песо: 20 песо
  -  Новый израильский шекель: 20 новых шекелей
  -  Индонезийская рупия: 50 000 и 100 000 рупий
  -  Эскудо Кабо-Верде: 200 эскудо
  -  Ливийский динар: 1, 5 и 20 динаров
  -  Маврикийская рупия: 25, 50, 500 и 2000 рупий
  -  Малайзийский ринггит: 1, 5 и 50 (памятная) ринггитов
  -  Македонский денар: 10 и 50 денаров
  -  Мексиканское песо: 20, 50 и 100 песо
  -  Мозамбикский метикал: 20, 50 и 100 метикалей
  -  Фунт Острова Мэн: 1 фунт
  -  Филиппинское песо: 1000 песо
  -  Нигерийская найра: 5, 10, 20 и 50 найр
  -  Никарагуанская кордоба: 10, 20, 50, 100, 200, 500 и 1000 кордоб
  -  Парагвайский гуарани: 2000 и 5000 гуарани
  -  Добра Сан-Томе и Принсипи: 5 и 10 добр
  -  Сингапурский доллар: 2, 5, 10, 20 и 50 долларов
  -  Тайский бат: 20, 50 и 500 батов
  -  Чилийское песо: 1000, 2000 и 5000 песо
  -  Доллар Фиджи: 5 долларов
  -  Шотландский фунт: 5 и 10 фунтов
- Часть монетного ряда выполнена из композитного материала:
  -  Приднестровский рубль: 1, 3, 5, 10 рублей
- Из пластика выпускались только памятные банкноты:
  -  Бразильский реал: 10 реалов 2000 года
  -  Гаитянский гурд: 10 гурдов 2013 года
  -  Гамбийский даласи: 20 даласи 2014 года
  -  Гибралтарский фунт: 100 фунтов 2016 года
  -  Китайский юань: 100 юаней 2000 года
  -  Ливанский фунт: 50 000 фунтов 2013, 2014 и 2015 года, 100 000 фунтов 2020 года
  -  Намибийский доллар: 60 долларов 2025
  -  Польский злотый: 20 злотых 2014 года
  -  Российский рубль: 100 рублей 2018 года
  -  Самоанская тала: 2 талы 1990 года, 10 тала 2019
  -  Североирландский фунт: 5 фунтов 2000 года
  -  Доллар Соломоновых Островов: 2 доллара 2001 года и 5 и 40 долларов 2018
  -  Новый тайваньский доллар: 50 долларов 1999 года
  -  Уругвайское песо: 50 песо 2017 года
  -  Шри-ланкийская рупия: 200 рупий 1998 года
- Вышедшие из обращения пластиковые банкноты[1]:
  -  Гаитянский гурд: 1, 2, 50, 100, 250 и 500 гурдов (1979)
  -  Коста-риканский колон: 20 колонов (1983)
  -  Румынский лей: 2000 (1999), 10 000 (2001), 50 000 (2004), 100 000 (2004) и 500 000 леев (2004)
  -  Мавританская угия: 1000 угий (2014)
  -  Непальская рупия: 10 рупий (2005)
  -  Замбийская квача: 500 (2011) и 1000 (2012) квач